# Іван (кобзар)
Кобзарі та лірники, відомі лише за іменем Іван:
Іван (кін. XVIII — поч. XIX ст.) — кобзар-сліпець, від якого в 1805 Василь Ломиковський записав 13 дум і 3 пісні («Дворянська жона», «Чечітка», «Попадя»). Цього кобзаря збирач назвав «йкращим рапсодієм», якого він зустрічав в Україні на початку XIX ст.
Іван — кобзар, учень Комишанського панотця з Полтавщини.
Іван (близько 1845 — ?) — кобзар із с. Хомутець Миргородського повіту Полтавської губернії Горленко згадує його в 1882 як ще молодого кобзаря.
Іван — лірник із Гулевців Вінницького повіту.
Іван — лірник із с. Шеки Лубенського повіту.